# Sam Bush
Sam Bush   (New York, 13 de abril de 1952) é um bandolinista e violinista de bluegrass americano considerado o originador do estilo Newgrass.

## História
Sam Bush foi introduzido na música country e no bluegrass em uma idade precoce através de sua coleção de discos de seu pai da Charlie´s record, e mais tarde através do show de televisão Flatt & Scruggs. Comprando seu primeiro bandolim aos 11 anos de idade, seu interesse musical foi ainda mais aguçado quando ele participou da inauguração do Festival de Bluegrass de Roanoke, Virgínia em 1965. Quando adolescente Bush ficou em primeiro lugar por três vezes na divisão júnior do Concurso Nacional Oldtime Fiddler's em Weiser, ID. Ele se juntou ao guitarrista Wayne Stewart, seu mentor e professor de música durante a adolescência, e ao banjoista Alan Munde (mais tarde do Country Gazette) e os três gravaram um álbum instrumental, "Poor Richard's Almanac", em 1969. Na primavera de 1970, Bush assistiu à convenção de violinistas em Union Grove, Iredell County, Carolina do Norte, e ficou inspirado pelo novo estilo com sabor de rock do progressive bluegrass da banda "New Deal String Band". Mais tarde naquele ano, ele se mudou para Louisville e aderiu à Aliança Bluegrass. No outono de 1971, a banda se dissolveu e se reformou como o New Grass Revival.
O New Grass Revival passou por inúmeras mudanças de pessoal, com Bush se mantendo como o único membro original. O baixista e vocalista John Cowan entrou em 1974, com o às do banjo Béla Fleck e o guitarrista acústico Pat Flynn que se juntaram em 1981. De 1979 a 1981, o grupo excursionou com Leon Russell, abrindo os shows e fazendo backing de Russell durante sua atração principal.
A partir de 1980, Bush e Cowan periodicamente tocavam juntos com o de Nashville Duckbutter Blues Band, cujos outros membros são o guitarrista de blues Kenny Lee, o baterista Jeff Jones e o baixista Byron House. Bush gravou seu primeiro álbum solo, Late as Usual, quatro anos depois. Em 1989, Bush e Fleck se juntaram a Mark O'Connor, Jerry Douglas, e Edgar Meyer em uma banda de bluegrass, Strength in Numbers, no Telluride Bluegrass Festival em Colorado. Quando o New Grass Revival dissolveu-se em 1989, Bush juntou-se a banda de Emmylou Harris Nash Ramblers, fazendo turnês e gravações com Harris pelos próximos cinco anos.
Em 1995, Bush trabalhou como sideman com Lyle Lovett e o Flecktones de Béla Fleck. Ele formou sua própria banda, com Cowan e os ex-Nash Ramblers Jon Randall e Larry Atamanuick, pouco antes de gravar seu segundo álbum solo, Glamour & Grits, em 1996. Ele lançou seu álbum seguinte, Howlin 'at the Moon, em 1998, com muitos dos mesmos participantes e convidados especiais, incluindo Harris, Fleck e J. D. Crowe.
No inverno de 1997, Bush e o New Grass Revival se reunificaram para uma aparição no Late Night with Conan O'Brien como a banda de apoio para Garth Brooks. Em 28 março de 1998, a cidade natal de Bush Bowling Green, KY, honrou-o com um "Dia Sam Bush" especial de celebração.
Após Howlin' at the Moon em 1998, ele lançou Ice Caps: Peaks of Telluride in 2000, que era uma gravação ao vivo. Em 2004, Randall deixou a banda de Bush e Brad Davis assumiu a harmonia vocal e as funções de guitarrista.
Em 2006, Bush lançou Laps in Seven. O lançamento foi importante porque marcou o retorno do banjo nas gravações de Bush, tocado por Scott Vestal. O guitarrista, Keith Sewell, tocou na gravação, mas logo depois começou a trabalhar com o Dixie Chicks. Bush procurou um novo guitarrista para suas gravações e para sua banda de estrada e encontrou Stephen Mougin.
Em 2007, Bush lançou o seu primeiro DVD em concerto ao vivo, intitulado On The Road. 2007 também marcou a primeira vez em que ele foi escolhido para capitanear o prêmio International Bluegrass Music Association.
Em março de 2010, uma legislação foi aprovada no Kentucky oficialmente chamando o Bowling Green o "berço da Newgrass" e Sam Bush, o "Pai da Newgrass". A resolução, proposta pelo deputado Jim DeCesare, passou no Senado de Kentucky por 37-0 em 25 de março. Ela foi aprovada pela Câmara em 3 de março, por 99-0.

## Performance
Além de ser um realizado vocalista de bluegrass, Bush também é um realizado instrumentista na guitarra e no violino tendo ganhado o título de campeão nacional de violino (fiddle) aos 15 anos de idade. Ele foi um membro fundador do  New Grass Revival e tem sido chamado o moderno Bill Monroe, ou como diria Sam. .
| “ | . . se Bill foi o pai de bluegrass, então eu poderia ser a mãe, porque Monroe diria: 'aqui vem que a mãe agora!' | ” |

Sam, carinhosamente "Sammy", ou "Mr. Entertainment" recorda igualmente ter encontrado o Sr. Monroe como um jovem adolescente. Depois de demonstrar sua técnica bandolim Monroe ofereceu-lhe o conselho: "fique com o violino".

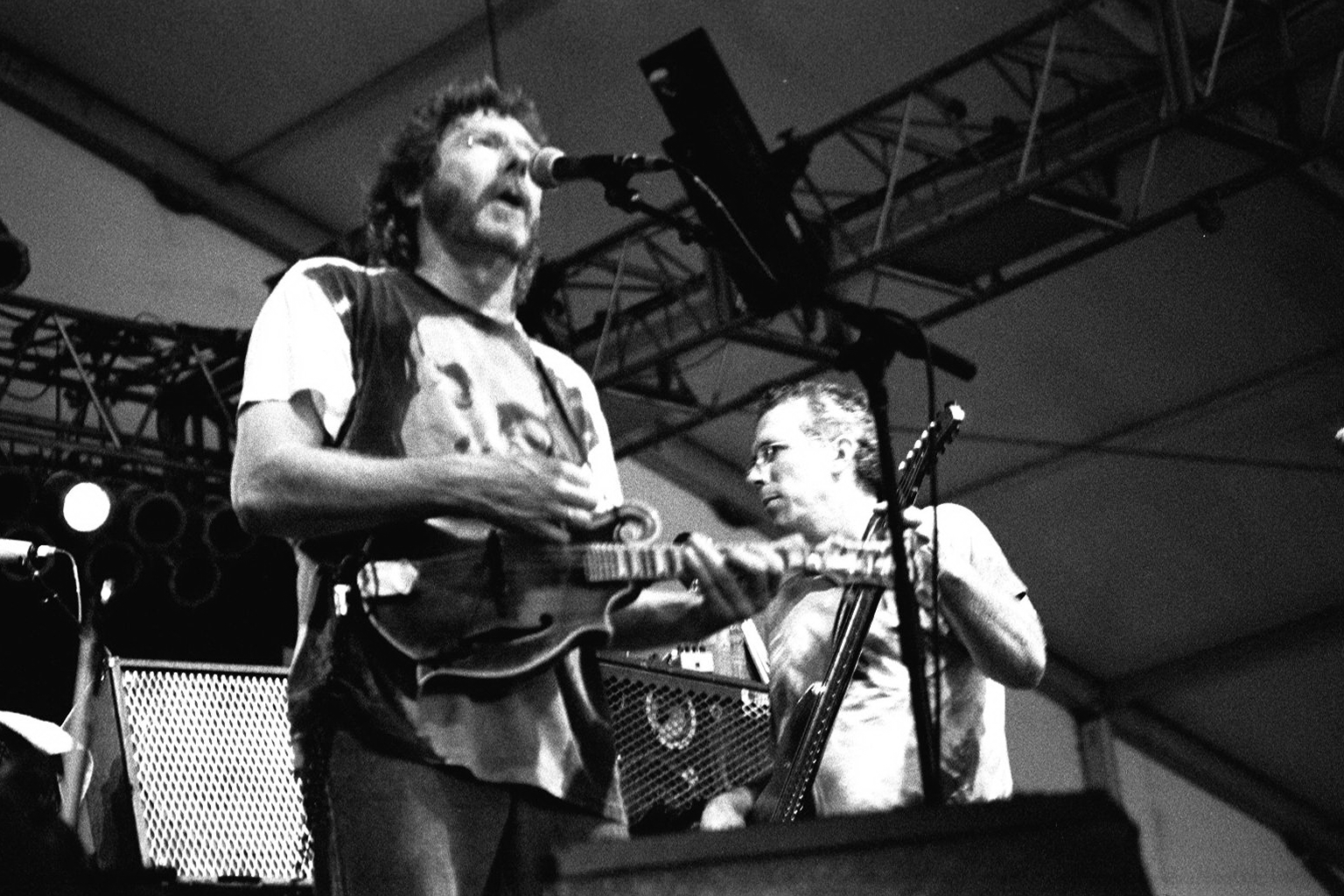
Em Byron House, 27 de Março de 2007.

Sam é uma das atrações principais do festival anual Telluride Bluegrass Festival em Telluride, Colorado e toca no cenário eight p.m. no sábado à noite, assim como em muitas aparições ao longo do fim de semana. Ele é carinhosamente conhecido como o "Rei do Telluride" por suas aparições perenes lá (e Emmylou Harris é a "Rainha do Telluride"). Sam fez turnê com a banda de Harris, The Nash Ramblers. Parcerias adicionais incluem a gravação e performances ao vivo com muitos músicos virtuosos e artistas como Doc Watson, Linda Ronstadt, Dolly Parton, Ann Savoy, Tony Rice, Peter Rowan, Russ Barenberg,  David Grisman, Mark O Connor, Edgar Meyer, e mais importante; "Strength in Numbers" uma banda que consiste de Bela Fleck, Tony Rice, Mark O Connor, Edgar Meyer, Jerry Douglas, e Sam Bush.

## Texto de cabeçalho
"Strength in Numbers" foi uma colaboração nascida das jam sessions no Telluride Bluegrass Festival. A música em seu CD lançado intitulado "The Telluride Sessions" era toda instrumental e gravada ao vivo, mostrando o talento individual de cada músico e sua capacidade de improvisar. Durante os últimos anos (2000-2008), houve muitas variações da banda Strength in Numbers, também conhecida como "Bluegrass Sessions",  sempre incluindo Jerry Douglas, (Dobro), e normalmente o baixista Byron House, também de Bowling Green, KY.